# Sababaré
Sababaré (auch: Sébabaré) ist ein Dorf in der Landgemeinde Tamou in Niger.

## Geographie
Das von einem traditionellen Ortsvorsteher (chef traditionnel) geleitete Dorf befindet sich rund 16 Kilometer nordwestlich des Hauptorts Tamou der gleichnamigen Landgemeinde, die zum Departement Say in der Region Tillabéri gehört. Zu weiteren Siedlungen in der Umgebung von Sababaré zählen Ardo Balla Foulbé im Nordwesten, Nanifono im Südosten, Dantchandou und Weil Souldou im Südwesten sowie Tiélla Foulbé im Westen.
Sababaré ist Teil der Übergangszone zwischen Sahel und Sudan. Die durchschnittliche jährliche Niederschlagsmenge beträgt hier zwischen 500 und 600 mm.

## Geschichte

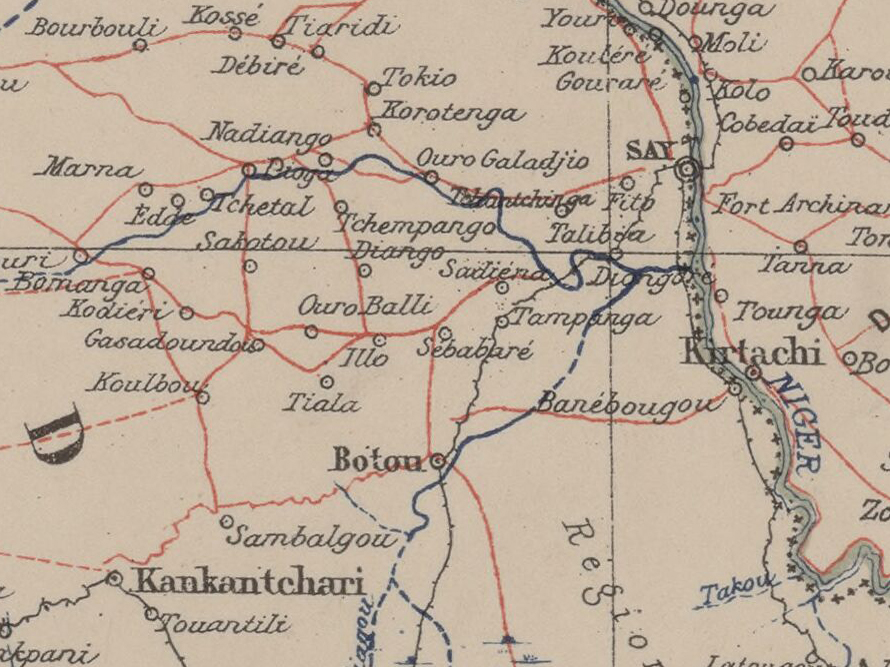
Ausschnitt einer Karte von 1903 mit Sababaré (Sébabaré) im Zentrum

Im Zuge der Besetzung der späteren Niger-Kolonie richtete Frankreich am 1. Oktober 1902 in Sababaré einen Kanton ein, der als Teil des autonomen Kreises Say zunächst zur Kolonie Dahomey gehörte. Um das Jahr 1919 wurde der Kanton Sababaré aufgelöst und sein Gebiet dem Kanton Tamou angeschlossen.

## Bevölkerung
Bei der Volkszählung 2012 hatte Sababaré 705 Einwohner, die in 72 Haushalten lebten. Bei der Volkszählung 2001 betrug die Einwohnerzahl 245 in 25 Haushalten und bei der Volkszählung 1988 belief sich die Einwohnerzahl auf 81 in 12 Haushalten.

## Wirtschaft und Infrastruktur
Es gibt eine Schule im Dorf.